# Anthony Ujah
Anthony Ujah (Ugbokolo (Benue), 14 oktober 1990) is een Nigeriaans betaald voetballer die doorgaans centraal in de aanval speelt. Hij verruilde FSV Mainz in juli 2019 voor FC Union Berlin. Ujah debuteerde in 2013 in het Nigeriaans voetbalelftal.

## Carrière
Ujah speelde in zijn geboorteland voor Abuja FC en Warri Wolves FC. In februari 2010 tekende hij een vierjarig contract bij Lillestrøm SK, nadat hij hier een succesvolle proefperiode had afgelegd. Hij ontwikkelde zich er tot basisspeler en scoorde in zijn tweede wedstrijd voor de club zijn eerste doelpunt, tegen Tromsø IL. Hij droeg dat seizoen veertien doelpunten bij aan het bereiken van de tiende plek in de competitie met Lillestrøm. Hij eindigde daarmee op de derde plaats in de topscorerslijst van de Tippeligaen.
In het Tippeligaen seizoen van 2011 scoorde Ujah zowel Stabæk Fotball als Strømsgodset IF vier keer in één wedstrijd. Hij scoorde dat seizoen dertien keer in twaalf wedstrijden.
Ujah was in januari 2011 dicht bij een transfer naar RCD Mallorca. De Nigeriaan vloog naar Spanje en kwam tot een persoonlijke overeenkomst met de club. De overgang ketste echter alsnog af omwille van financiële onenigheid tussen de clubs. Volgens de Spanjaarden verhoogde Lillestrøm SK vlak voor de transferdeadline de vraagprijs voor Ujah. Volgens de Noorse club daarentegen was het probleem dat Mallorca niet in staat was een bankgarantie af te geven. Naast Mallorca toonden ook FC Twente, Sunderland AFC, PSV en FC Groningen interesse in de spits.
In plaats van Mallorca, maakte Ujah in het seizoen 2011/12 de overstap naar het Duitse 1. FSV Mainz 05 dat uitkwam in de Bundesliga. Bij de club tekende hij een contract dat hem tot 2015 aan de club zou verbinden. Op 4 november 2011, maakte Ujah zijn eerste twee doelpunten in de 3-1 gewonnen wedstrijd tegen VfB Stuttgart. Naarmate het seizoen vorderde werd Ujah steeds minder opgesteld, door een groot aantal aan concurrenten voor de spitspositie. Zo kregen Eric Maxim Choupo-Moting, Ádám Szalai, Sami Allagui en Mohamed Zidan doorgaans de voorkeur. Uiteindelijk kwam hij in het seizoen tot twaalf wedstrijden.
Aan het einde van de zomerse transferperiode van het seizoen 2012/13 maakte Ujah op huurbasis de overstap naar 1. FC Köln, dat uitkwam in de 2. Bundesliga. Bij de club stond Ujah doorgaans in de basis en wist hij in 28 wedstrijden dertien keer te scoren. Ondanks dat de club één keer won in de laatste vier speeldagen, eindigde de club alsnog op de vijfde plek.
In de zomer van 2013 nam 1. FC Köln Ujah definitief over van Mainz. Bij de club tekende hij een contract voor vier jaar. In 34 competitie wedstrijden wist hij elf doelpunten te maken, waaronder een in de kampioenswedstrijd op de 31e speeldag van de competitie tegen VfL Bochum. Hierdoor werd 1. FC Köln kampioen van de 2. Bundesliga en dwong het promotie naar het hoogste niveau af. Daarin werd Ujah in 2014/15 twaalfde met zijn teamgenoten, met vijf punten meer dan de eerste ploeg onder de degradatiestreep.
Ujah tekende in mei 2015 een contract waarmee hij zich per juli van dat jaar tot medio 2019 verbond aan Werder Bremen, de nummer tien van de Bundesliga in het seizoen 2014/15. Hiervoor debuteerde hij op 8 augustus 2015, tijdens de eerste ronde van de DFB-Pokal 2015/16, uit tegen Würzburger Kickers. Werder won na verlengingen met 0-2, waarbij Ujah de 0-1 maakte. Zijn eerste doelpunt in de competitie volgde op 22 augustus 2015, tijdens de tweede speelronde van het seizoen. Hij maakte die dag in de 26ste minuut 1-1 uit bij Hertha BSC, tevens de eindstand.
Van medio 2016 tot november 2017 speelde hij in China voor Liaoning Hongyun. Hierna keerde hij terug bij 1. FSV Mainz 05 waar hij een contract tot medio 2021 ondertekende.

## Clubstatistieken
| Seizoen | Club               | Competitie     | Duels | Goals |
| ------- | ------------------ | -------------- | ----- | ----- |
| 2008/09 | Warri Wolves FC    | Premier League | -     | -     |
| 2009/10 | Warri Wolves FC    | Premier League | -     | -     |
| 2009/10 | Lillestrøm SK      | Tippeligaen    | 24    | 14    |
| 2010/11 | Lillestrøm SK      | Tippeligaen    | 12    | 13    |
| 2011/12 | 1. FSV Mainz 05    | Bundesliga     | 12    | 2     |
| 2012/13 | → 1. FC Köln       | 2. Bundesliga  | 28    | 13    |
| 2013/14 | 1. FC Köln         | 2. Bundesliga  | 34    | 11    |
| 2014/15 | 1. FC Köln         | Bundesliga     | 32    | 10    |
| 2015/16 | Werder Bremen      | Bundesliga     | 32    | 11    |
| 2016    | Liaoning Hongyun   | Super League   | 15    | 5     |
| 2017    | Liaoning Hongyun   | Super League   | 24    | 5     |
| 2017/18 | 1. FSV Mainz 05    | Bundesliga     | 11    | 0     |
| 2018/19 | 1. FSV Mainz 05    | Bundesliga     | 22    | 4     |
| 2019/20 | 1. FC Union Berlin | Bundesliga     | 10    | 2     |

## Interlandcarrière
Tot dusver speelde Ujah 4 wedstrijden voor het nationale elftal van Nigeria, waarvoor hij ook twee wedstrijden had gespeeld voor het U-23 team van het land. In 2013 werd Ujah door de Nigeriaanse voetbalbond uitgenodigd om met het team deel te nemen aan de Afrika Cup 2013, hij wees dit aanbod echter af om zich met 1. FC Köln te kunnen richten op de tweede seizoenshelft.
Zijn eerste interland speelde hij op 1 juni 2013, een gewonnen voefeninterland tegen Mexico.

## Erelijst
| Kampioen 2. Bundesliga | 1x | 2013/14 |

## Trivia
- Ujah was in 2013 te zien in de Duitse campagne "Geef racisme de rode kaart"

1 Rønnow ·
2 Vogt ·
4 Leite ·
5 Doekhi ·
7 Vertessen ·
8 Khedira ·
9 Prtajin ·
10 Volland ·
11 Jeong ·
12 Klaus ·
13 Schäfer ·
14 Querfeld ·
15 Rothe ·
16 Hollerbach ·
17 Pefok ·
18 Juranović ·
19 Haberer ·
20 Bénes ·
21 Skarke ·
23 Ilić ·
24 Skov ·
26 Roussillon ·
28 Trimmel  ·
29 Tousart ·
36 Kemlein ·
37 Schwolow ·
Coach: Baumgart
Keeperstrainer: Gspurning